# Ulrich Winter
Ulrich Winter (* 2. Februar 1964 in Essen) ist ein deutscher Romanist.

## Leben
Nach dem Studium (1985–1996) der Romanistik / Germanistik und Geschichte und der Promotion an der Universität Heidelberg war er von 1996 bis 2003 wissenschaftlicher Assistent für französische und spanische Literatur- und Landeswissenschaft an der Universität Regensburg; Lehrtätigkeit an den Universitäten Passau und Salzburg. Nach der Habilitation 2003 in Regensburg ist er seit 2004 Professor für Romanische Philologie / französische und spanische Literaturwissenschaft an der Philipps-Universität Marburg.

## Schriften (Auswahl)
- Der Roman im Zeichen seiner selbst. Typologie, Analyse und historische Studien zum Diskurs literarischer Selbstrepräsentation im spanischen Roman des 15. bis 20. Jahrhunderts. Tübingen 1998, ISBN 3-8233-5039-0.